# NGC 1563
NGC 1563 é uma galáxia elíptica (E?) localizada na direcção da constelação de Eridanus. Possui uma declinação de -15° 43' 58" e uma ascensão recta de 4 horas, 22 minutos e 53,9 segundos.
A galáxia NGC 1563 foi descoberta em 1886 por Frank Leavenworth.